# Johnny Wickström
Johnny Wickström (30 marzo 1957) è un pilota motociclistico finlandese ritiratosi dall'attività agonistica.

## Carriera
Wickström fa il suo esordio nel motomondiale in occasione del GP di Finlandia del 1977, gara che però non porta a termine a causa di un ritiro. La prima gara che conclude in un piazzamento tale da fargli conseguire dei punti iridati è il GP di Svezia del 1979, che conclude in decima posizione, proprio questo punto lo fa figurare per la prima volta nella classifica piloti, precisamente al 42º posto.
Il primo podio nel motomondiale lo realizza nella stagione 1982, quando si posiziona secondo in occasione del GP di Francia, nella stessa annata sale nuovamente sul podio, chiudendo al terzo posto il GP di Finlandia. Questi due piazzamenti a podio, ottenuti entrambi nel 1982, resteranno gli unici della carriera di Wickström nel motomondiale.
Nel 1983 non ottiene posizionamenti tali da potergli consentire di salire sul palco di premiazione del podio ma, grazie al settimo posto nel mondiale con 42 punti, è la miglior stagione di Wickström per quel che concerne il piazzamento finale in classifica piloti e per punti totalizzati. La carriera di Wickström nel motomondiale si protrae fino al 1992, e nel corso di sedici stagioni ha preso parte a più di 130 gare iridate, tutte quante corse nella classe 125. Oltre che per i suoi risultati in ambito mondiale, Wickström è riuscito a vincere nel 1980 il campionato finlandese della classe 125.

## Risultati in gara nel motomondiale
| 1977 | Classe | Moto   |  |  |  |  |  |  |  |  |  |  |     |  |  |  |  | Punti | Pos. |
| ---- | ------ | ------ |  |  |  |  |  |  |  |  |  |  | --- |  |  |  |  | ----- | ---- |
| 1977 | 125    | Yamaha |  |  |  |  |  |  |  |  |  |  | Rit |  |  |  |  | 0     |      |

| 1978 | Classe | Moto       |  |  |  |  |  |  |  |    |    |  |  |    |  |  |  | Punti | Pos. |
| ---- | ------ | ---------- |  |  |  |  |  |  |  | -- | -- |  |  | -- |  |  |  | ----- | ---- |
| 1978 | 125    | Morbidelli |  |  |  |  |  |  |  | 18 | 16 |  |  | NE |  |  |  | 0     |      |

| 1979 | Classe | Moto       |   |   |   |   |   |   |   |   |    |    |   |   |     |  |  | Punti | Pos. |
| ---- | ------ | ---------- | - | - | - | - | - | - | - | - | -- | -- | - | - | --- |  |  | ----- | ---- |
| 1979 | 125    | Morbidelli | - | - | - | - | - | - | - | - | 10 | 15 | - | - | Rit |  |  | 1     | 42º  |

| 1980 | Classe | Moto |   |   |   |   |   |    |    |    |    |    |  |  |  |  |  | Punti | Pos. |
| ---- | ------ | ---- | - | - | - | - | - | -- | -- | -- | -- | -- |  |  |  |  |  | ----- | ---- |
| 1980 | 125    | MBA  | - | - | - | - | - | 14 | 10 | 16 | 19 | 19 |  |  |  |  |  | 1     | 29º  |

| 1981 | Classe | Moto |   |    |   |   |    |     |   |    |    |    |    |   |   |    |  | Punti | Pos. |
| ---- | ------ | ---- | - | -- | - | - | -- | --- | - | -- | -- | -- | -- | - | - | -- |  | ----- | ---- |
| 1981 | 125    | MBA  | - | 15 | 8 | - | 16 | Rit | - | 13 | NE | 13 | 14 | 6 | 9 | NE |  | 10    | 16º  |

| 1982 | Classe | Moto |   |    |   |   |   |    |    |     |    |   |   |    |    |    |  | Punti | Pos. |
| ---- | ------ | ---- | - | -- | - | - | - | -- | -- | --- | -- | - | - | -- | -- | -- |  | ----- | ---- |
| 1982 | 125    | MBA  | - | 15 | 2 | 6 | 8 | 10 | 11 | Rit | 16 | 9 | 3 | 11 | NE | NE |  | 33    | 10º  |

| 1983 | Classe | Moto |    |   |    |    |     |   |   |   |   |     |   |     |  |  |  | Punti | Pos. |
| ---- | ------ | ---- | -- | - | -- | -- | --- | - | - | - | - | --- | - | --- |  |  |  | ----- | ---- |
| 1983 | 125    | MBA  | NE | 4 | 17 | 13 | Rit | 7 | 4 | 5 | 4 | Rit | 4 | Rit |  |  |  | 42    | 7º   |

| 1984 | Classe | Moto |    |   |    |    |   |   |    |     |    |   |   |   |  |  |  | Punti | Pos. |
| ---- | ------ | ---- | -- | - | -- | -- | - | - | -- | --- | -- | - | - | - |  |  |  | ----- | ---- |
| 1984 | 125    | MBA  | NE | 7 | 16 | NE | 8 | 8 | NE | Rit | NE | 9 | 5 | 9 |  |  |  | 20    | 11º  |

| 1985 | Classe | Moto          |    |   |    |   |    |    |     |   |    |    |   |    |  |  |  | Punti | Pos. |
| ---- | ------ | ------------- | -- | - | -- | - | -- | -- | --- | - | -- | -- | - | -- |  |  |  | ----- | ---- |
| 1985 | 125    | MBA (Tunturi) | NE | 7 | 10 | 6 | 16 | NE | Rit | 9 | 14 | 19 | 7 | 10 |  |  |  | 17    | 11º  |

| 1986 | Classe | Moto          |   |   |   |    |    |   |    |   |   |   |     |   |  |  |  | Punti | Pos. |
| ---- | ------ | ------------- | - | - | - | -- | -- | - | -- | - | - | - | --- | - |  |  |  | ----- | ---- |
| 1986 | 125    | MBA (Tunturi) | 5 | 9 | 9 | 15 | NE | 6 | 11 | 8 | 4 | 6 | Rit | 9 |  |  |  | 33    | 9º   |

| 1987 | Classe | Moto          |    |    |    |    |   |    |    |   |   |   |     |     |     |    |    | Punti | Pos. |
| ---- | ------ | ------------- | -- | -- | -- | -- | - | -- | -- | - | - | - | --- | --- | --- | -- | -- | ----- | ---- |
| 1987 | 125    | MBA (Tunturi) | NE | 11 | 13 | 12 | 9 | NE | 11 | 6 | 4 | 5 | Rit | Rit | Rit | NE | NE | 21    | 11º  |

| 1988 | Classe | Moto  |    |    |     |    |    |     |    |    |    |    |     |   |   |    |    | Punti | Pos. |
| ---- | ------ | ----- | -- | -- | --- | -- | -- | --- | -- | -- | -- | -- | --- | - | - | -- | -- | ----- | ---- |
| 1988 | 125    | Honda | NE | NE | Rit | NE | 10 | Rit | 14 | 17 | 27 | 16 | Rit | 8 | 7 | 28 | NE | 25    | 18º  |

| 1989 | Classe | Moto  |    |    |    |    |    |    |    |    |    |    |    |    |    |    |    | Punti | Pos. |
| ---- | ------ | ----- | -- | -- | -- | -- | -- | -- | -- | -- | -- | -- | -- | -- | -- | -- | -- | ----- | ---- |
| 1989 | 125    | Honda | 16 | 14 | NE | 19 | 18 | 14 | NQ | NE | NQ | 23 | 16 | 24 | 10 | 22 | NE | 10    | 30º  |

| 1990 | Classe | Moto     |    |    |    |    |   |     |    |    |    |    |    |    |    |    |    | Punti | Pos. |
| ---- | ------ | -------- | -- | -- | -- | -- | - | --- | -- | -- | -- | -- | -- | -- | -- | -- | -- | ----- | ---- |
| 1990 | 125    | JJ-Cobas | 19 | NE | 22 | 15 | 8 | Rit | 14 | 18 | 19 | 16 | 16 | 14 | 18 | 20 | 18 | 13    | 26º  |

| 1991 | Classe | Moto     |    |    |    |  |    |    |    |    |    |    |    |    |    |    |  | Punti | Pos. |
| ---- | ------ | -------- | -- | -- | -- |  | -- | -- | -- | -- | -- | -- | -- | -- | -- | -- |  | ----- | ---- |
| 1991 | 125    | JJ Cobas | 26 | 20 | NE |  | 15 | 15 | 25 | 22 | 21 | 28 | 13 | 24 | 20 | NE |  | 5     | 36º  |

| 1992 | Classe | Moto  |  |  |  |  |  |  |  |  |  |  |    |    |    |  |  | Punti | Pos. |
| ---- | ------ | ----- |  |  |  |  |  |  |  |  |  |  | -- | -- | -- |  |  | ----- | ---- |
| 1992 | 125    | Honda |  |  |  |  |  |  |  |  |  |  | 24 | 24 | 21 |  |  | 0     |      |

| Legenda | 1º posto        | 2º posto            | 3º posto            | A punti      | Senza punti        | Grassetto – Pole position Corsivo – Giro più veloce |
| Legenda | Gara non valida | Non qual./Non part. | Ritirato/Non class. | Squalificato | '-' Dato non disp. | Grassetto – Pole position Corsivo – Giro più veloce |